# Сколецит
Сколецит (англ. scolecite; нім. Skolezit m) — мінерал, гідратований кальцієвий алюмосилікат каркасної будови з гр. цеолітів.
Назва від грецьк. «сколес» — хробак — за властивість мінералу скручуватися (A.Gehlen, J.N.Fuchs, 1813).
Синоніми: вейсіан, елагіт, калькмезотип.(K.Smulikowski, 1936).

## Опис
Хімічна формула: Ca[Al2Si3O10]3H2O. Са частково заміщається на Na i K; a Al — на Si. Склад у %: СаО — 14,3; Al2O3 — 26,0; SiO2 — 45,9; H2O — 13,8.
Сингонія моноклінна. Призматичний вид. Утворює тонкопризматичні і стовпчасті кристали, голчасті і променисті аґреґати, волокнисті та сферолітові маси. За властивостями близький до натроліту. Спайність по (110) досконала. Двійники по (100), іноді по (110) і (001). Густина 2,1-2,4. Тв. 5-6. Безбарвний, білий, сірий, жовтий, рожевий. Прозорий до напівпрозорого. Блиск скляний, у волокнистих різновидів шовковистий. Має добрі властивості молекулярного сита. У HCl утворює киселеподібну масу. При дегідратації сколециту за температури вище 225 °С утворюється метасколецит — мінерал з різко вираженими піроелектричними властивостями.

## Розповсюдження
Виявлений у вигляді томсоніт-сколециту у габро. Генезис магматичний. Зустрічається в жилах та тріщинах ефузивних порід. Знайдений у мигдалинах третинних базальтів Ісландії (Тейгаргорн і Беруфьодур) та у тріщинах діоритів Антарктиди, а також у Вишневих горах (Урал, РФ), шт. Колорадо (США), Пуна (біля Бомбею, Індія), Ріу-Гранді-ду-Сул (Бразилія).